# Protospinax
Protospinax è un genere di pesci cartilaginei estinti, appartenenti agli elasmobranchi. Visse tra il Giurassico inferiore e il Giurassico superiore (circa 180 - 145 milioni di anni fa) e i suoi resti fossili sono stati ritrovati in Europa.

## Descrizione
Questo squalo era di medie dimensioni e poteva raggiungere 1,7 metri di lunghezza. Il corpo, simile a quello di un attuale squadro (Squatina squatina), era piuttosto allungato e appiattito, e la testa era arrotondata. Le branchie erano posizionate lateralmente. Le pinne pettorali erano estremamente ampie e allargate, di forma tondeggiante. Anche le pinne ventrali erano piuttosto grandi, e leggermente più strette. Lungo il dorso erano presenti due piccole pinne dorsali molto arretrate, appena dopo le pinne ventrali; queste pinne dorsali erano sorrette da due piccole spine. La pinna caudale era corta e appuntita. I denti di Protospinax erano ampi, robusti e piuttosto piatti, dotati di una cuspide centrale smussata e due cuspidi più piccole e altrettanto smussate.

## Classificazione

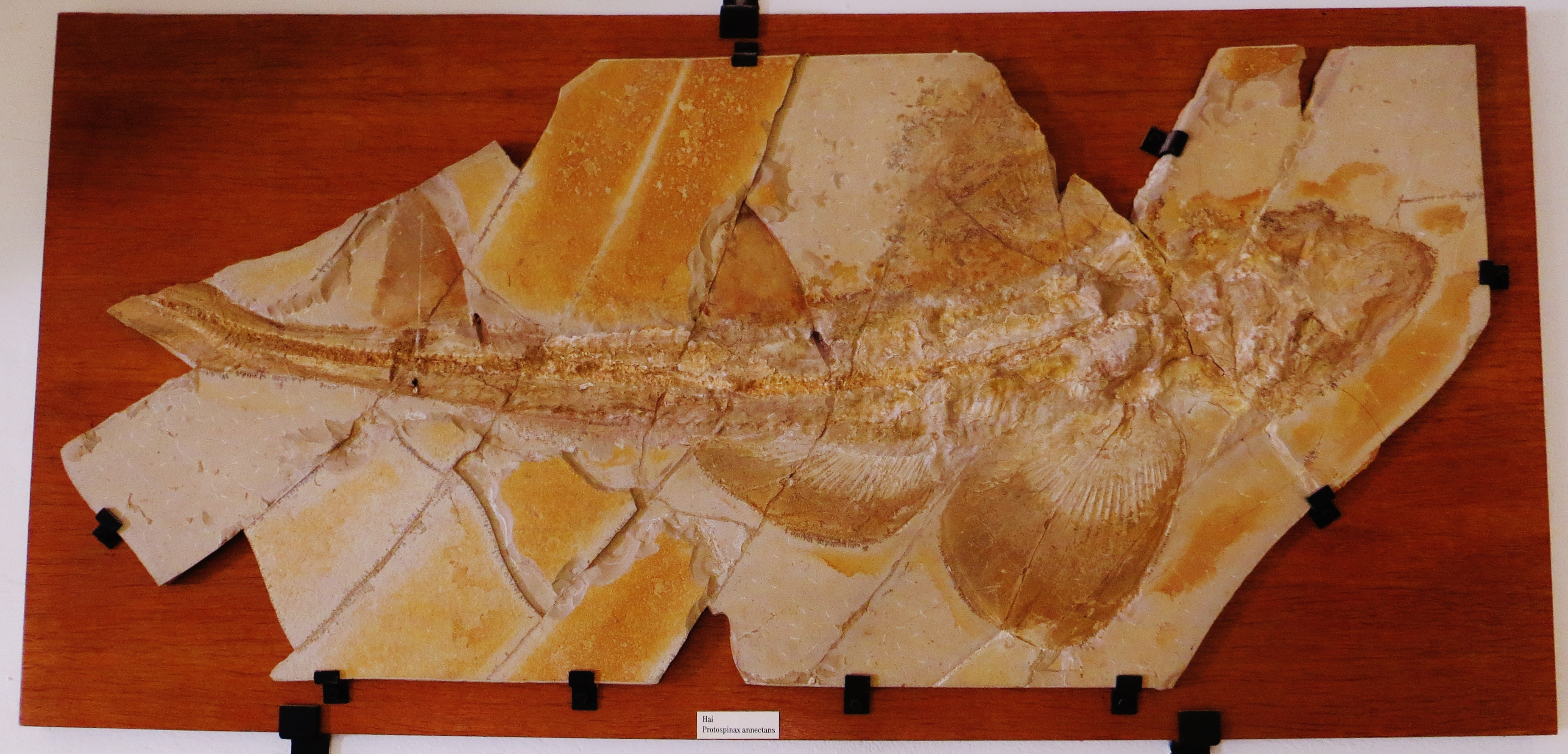
Fossile di Protospinax annectens

I primi fossili di questo animale, due scheletri molto ben conservati, vennero ritrovati in terreni del Giurassico superiore nel famoso giacimento di Solnhofen in Baviera (Germania) e furono descritti per la prima volta da Arthur Smith Woodward nel 1919, con il nome di Protospinax annectans. In seguito furono scoperti altri fossili (principalmente denti) attribuiti a questo genere, provenienti da vari giacimenti europei: P. muftius (Calloviano dell'Inghilterra), P. lochensteinensis (Oxfordiano della Germania), P. planus (Kimmeridgiano dell'Inghilterra), P. magnus, P. bilobatus e P. carvalhoi (Batoniano della Francia e dell'Inghilterra). Altri fossili attribuiti a Protospinax sono stati ritrovati in Spagna, Lussemburgo e Polonia.
Protospinax è stato a lungo confuso con altre forme di "squali", comprese le forme attuali Heterodontus e Squatina, ed è attualmente considerato un rappresentante arcaico del gruppo comprendente i batoidi (le razze e i pesci sega).

## Paleobiologia
Protospinax doveva vivere in un modo assai simile all'attuale squadro; probabilmente si nascondeva nella sabbia di mari poco profondi e lagune, e poi catturava le prede con un veloce movimento improvviso.